# Isoperla decolorata
Isoperla decolorata är en bäcksländeart som först beskrevs av Walker 1852.  Isoperla decolorata ingår i släktet Isoperla och familjen rovbäcksländor. Inga underarter finns listade i Catalogue of Life.